# Iglesia ortodoxa búlgara
La Iglesia ortodoxa búlgara (en búlgaro: Българска православна църква, romanizado: Balgarska pravoslavna tsarkva) o Patriarcado Búlgaro (Българска патриаршия, Balgarska patriarshiya) es una de las Iglesias autocéfalas de la comunión ortodoxa. Cuenta con unos 6,5 millones de fieles en Bulgaria y 1,5 millones en otros lugares del mundo, especialmente en Europa, América y Australia.
El reconocimiento del arzobispado búlgaro autónomo por el Concilio de Constantinopla IV en el año 870 y la posterior declaración de autocefalía en el año 919 convierten a la Iglesia ortodoxa de Bulgaria en la Iglesia eslava ortodoxa autocéfala más antigua y el patriarcado nacional ortodoxo más antiguo del mundo, el cual se añadió a los patriarcados originales de Roma, Constantinopla, Alejandría, Antioquía y Jerusalén (la denominada pentarquía). No obstante, el reconocimiento definitivo de la autocefalia del patriarcado búlgaro es más reciente, siendo concedida por parte del patriarcado ecuménico de Constantinopla en 1945.

## Historia

### Cristiandad temprana

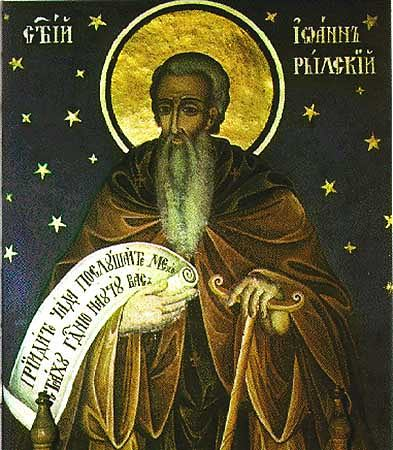
Icono de San Juan de Rila.

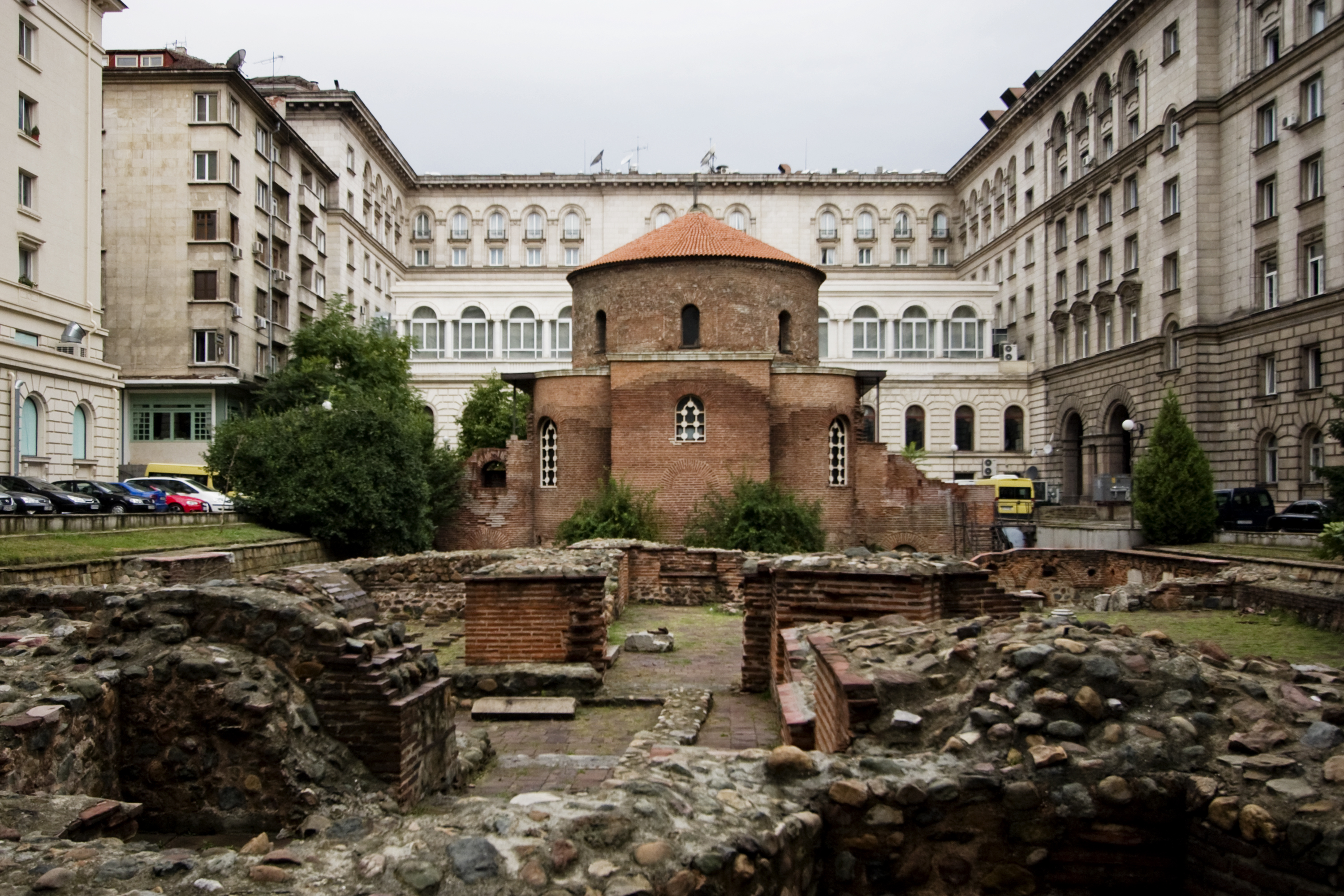
La iglesia de Sveti Georgi en Sofía.

La Iglesia ortodoxa de Bulgaria tiene su origen en las florecientes comunidades cristianas e iglesias establecidas en los Balcanes ya en los primeros siglos de la era cristiana. El cristianismo fue llevado a las tierras búlgaras y al resto de los Balcanes por los apóstoles Pablo y Andrés, en el siglo I d. C., cuando se formaron las primeras comunidades cristianas organizadas. A principios del siglo IV, el cristianismo se había convertido en la religión dominante en la región. Ciudades como Serdica (Sofía), Philipopolis (Plovdiv), Odessus (Varna) y Adrianópolis (Edirne) eran centros importantes del cristianismo en el Imperio romano.
Las incursiones bárbaras en los siglos IV y V, y el establecimiento de los eslavos y búlgaros en los siglos VI y VII infligieron un daño considerable a la organización eclesiástica de la Iglesia cristiana en las tierras búlgaras, pero estuvieron lejos de destruirla. El cristianismo comenzó a allanar el camino de las comunidades cristianas que sobrevivieron a la masa circundante eslava. A mediados del siglo IX, la mayoría de los eslavos búlgaros, especialmente los que vivían en la Tracia y Macedonia, fueron cristianizados. El proceso de conversión también disfrutó de un cierto éxito entre la nobleza búlgara. No fue sino hasta la adopción oficial del cristianismo por el zar Boris I en 865, que se estableció una entidad independiente eclesiástica búlgara.

### Fundación
Boris I creía que el progreso cultural y la soberanía y el prestigio de una Bulgaria cristiana se podría lograr a través de un clero culto regido por una Iglesia autocéfala. Para ello, maniobró entre el Patriarcado de Constantinopla y el Papa de Roma por un período de cinco años hasta que en el año 870, el Concilio de Constantinopla IV concedió a los búlgaros un arzobispado búlgaro autónomo. El arzobispado tenía su sede en la capital búlgara de Pliska y su diócesis abarcaba todo el territorio del Estado búlgaro. El tira y afloja entre Roma y Constantinopla se resolvió colocando el arzobispado búlgaro bajo la jurisdicción del Patriarca de Constantinopla, de la que obtuvo su primer primado, su clero y los libros teológicos.

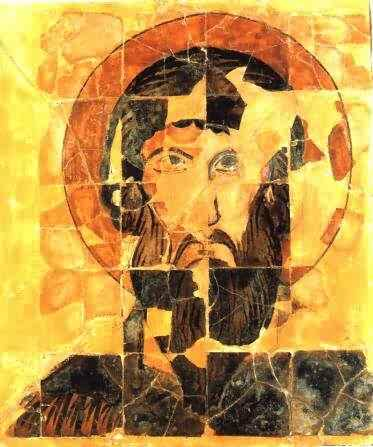
Icono de cerámica de San Teodoro, Preslav, ca. 900 d. C., Museo Arqueológico Nacional de Sofía.

Aunque el arzobispado gozaba de autonomía interna completa, los objetivos de Boris I se cumplieron escasamente. Una liturgia griega ofrecida a un clero bizantino ni promovió el desarrollo cultural de los búlgaros, ni la consolidación del Estado búlgaro; hubiera finalmente resultado en la pérdida tanto de la identidad de las personas y la condición de Estado de Bulgaria. Por lo tanto, Boris I saludó la llegada de los discípulos de los Santos Cirilo y Metodio en 886 como una oportunidad. Boris I les dio la tarea de instruir a los futuros clérigos búlgaros en el alfabeto glagolítico y la liturgia eslava preparado por Cirilo. La liturgia se basa en la lengua vernácula de los eslavos macedonios de la región de Salónica. En 893, Boris I expulsó a los clérigos griegos del país y ordenó la sustitución de la lengua griega con la lengua vernácula eslavo-búlgara.

### Autocefalia (Patriarcado)
Después de dos victorias decisivas de Bulgaria sobre los bizantinos en Aqueloo (cerca de la actual ciudad de Pomorie) y Katasyrtai (cerca de Constantinopla), el gobierno declaró el Arzobispado autónomo búlgaro como autocéfalo y lo elevó a la categoría de Patriarcado en un Consejo Nacional y eclesiástico celebrado en el año 919. Después de Bulgaria y el Imperio bizantino firmó un tratado de paz en el año 927, que concluyó la guerra de 20 años entre ellos, el Patriarcado de Constantinopla reconoció el status de la Iglesia autocéfala ortodoxa de Bulgaria y reconoció su dignidad patriarcal. El Patriarcado búlgaro fue la primera Iglesia ortodoxa eslava autocéfala, que precede a la autocefalía de la Iglesia ortodoxa serbia (1219) por 300 años y de la Iglesia ortodoxa rusa (1596) por unos 600 años. Fue el sexto Patriarca después de Roma, Constantinopla, Jerusalén, Alejandría y Antioquía. La sede del Patriarcado era la nueva capital búlgara de Preslav. El patriarca pudo haber residido en la ciudad de Drastar (Silistra), un antiguo centro cristiano famoso por sus mártires y de las tradiciones cristianas.

### El Arzobispado de Ohrid
El 5 de abril 972, el emperador bizantino Juan I Tzimiscés conquistó e incendió Preslav, y capturó al zar búlgaro Boris II. El Patriarca Damián logró escapar, inicialmente hacia Sredetz (Sofía) en el oeste de Bulgaria. En los próximos años, la residencia de los patriarcas búlgaros siguió estrechamente vinculada a la evolución de la guerra entre la siguiente dinastía monárquica búlgara, Comitopuli, y el Imperio bizantino. El Patriarca alemán residió de forma consecutiva en Moglen, Voden (Édessa, en el actual noroeste de Grecia), y Prespa (en el sur de la actual Macedonia del Norte). Alrededor del 990, el próximo patriarca, Felipe, se trasladó a Ohrid (en el actual suroeste de Macedonia del Norte), que se convirtió en la sede permanente del Patriarcado.
Después de la caída de Bulgaria bajo el dominio de Bizancio en 1018, el emperador Basilio II Bulgaroktonus (el "asesino búlgaro") reconoció el estatus de la Iglesia autocéfala ortodoxa búlgara. Por capítulos especiales (reales decretos), su gobierno estableció sus límites, las diócesis, los bienes y otros privilegios. La Iglesia fue despojada de su título patriarcal y reducido al rango de arzobispado. Aunque el primer arzobispo designado (Juan de Debar) era un búlgaro, sus sucesores, así como todo el clero superior, eran invariablemente griegos. Los monjes y los sacerdotes comunes se mantuvieron, sin embargo, en su mayor parte búlgara. En gran medida, el arzobispado conservaba su carácter nacional, confirmó la liturgia eslava y continuó su contribución al desarrollo de la literatura búlgara. La autocefalía del arzobispado de Ohrid se respetó durante los períodos bizantino, búlgaro, serbio y el dominio otomano. La Iglesia continuó existiendo hasta su abolición ilegal en 1767.

### El Patriarcado de Tarnovo

Los Evangelios del zar Iván Alejandro (1331-1371) y su familia.

Como resultado de la insurrección exitosa de los hermanos Petar IV e Ioan Asen I en 1185/1186, los cimientos del Segundo Estado Búlgaro se pusieron en Tarnovo como su capital. Tras el principio de Boris I en que la soberanía del Estado está indisolublemente ligada a la autocefalía de la Iglesia, los dos hermanos inmediatamente tomaron medidas para restablecer el Patriarcado de Bulgaria. Como punto de partida, se estableció un arzobispado independiente en Tarnovo en 1186. La lucha por el arzobispado reconocido de acuerdo con el orden canónico y elevado al rango de un patriarcado duró casi 50 años. Siguiendo el ejemplo de Boris I, el zar búlgaro Kaloyan maniobró durante años entre el Patriarca de Constantinopla y el Papa Inocencio III. Finalmente en 1203 el segundo proclamó el arzobispo Tarnovo Vasilio "primado y arzobispo de toda Bulgaria y Valaquia." La unión con la Iglesia católica continuó durante más de tres décadas.
Bajo el reinado del zar Ioan Asen II (1218-1241), se crearon las condiciones para la terminación de la unión con Roma y para el reconocimiento de la situación de la Iglesia autocéfala ortodoxa búlgara. En 1235 se reunió un concilio de la iglesia en la ciudad de Lámpsaco. Bajo la presidencia del Patriarca Germano II de Constantinopla y con el consentimiento de todos los patriarcas orientales, el Consejo confirmó la dignidad patriarcal de la Iglesia ortodoxa de Bulgaria y consagró el arzobispo búlgaro Germano como Patriarca.
A pesar de la contracción de la diócesis del Patriarcado de Tarnovo a finales del siglo XIII, su autoridad en el mundo oriental ortodoxo se mantuvo alta. Fue el Patriarca de Tarnovo quien confirmó la dignidad patriarcal de la Iglesia ortodoxa serbia en 1346, a pesar de las protestas del Patriarcado de Constantinopla. Fue bajo el ala del Patriarcado que la Escuela Literaria Tarnovo se desarrolló en el siglo XIV, con estudiosos del rango del Patriarca Eutimio, Gregorio Tsamblak y Konstantin de Kostenets. Se observó una considerable floración en los campos de la literatura, la arquitectura y la pintura, así como la literatura religiosa y teológica.
Después de la caída de Tarnovo bajo los otomanos en 1393 y el envío del Patriarca Eutimio al exilio, la organización de la Iglesia autocéfala fue destruida de nuevo y la diócesis búlgara estuvo subordinada al Patriarcado de Constantinopla. El otro centro religioso búlgaro, el arzobispado de Ohrid, logró sobrevivir unos cuantos siglos más (hasta 1767), como un baluarte de la fe y la piedad búlgara.

### Dominio otomano
Como los otomanos eran musulmanes, el período de la dominación otomana fue el más difícil de la historia de la Iglesia ortodoxa de Bulgaria, en la misma medida, ya que era el más duro en la historia del pueblo búlgaro. Durante e inmediatamente después de la conquista otomana, la gran mayoría de las iglesias y monasterios búlgaros fueron arrasados, entre ellos la Catedral Patriarcal de la Santa Ascensión de Tarnovo. Los pocos templos que sobrevivieron se convirtieron en mezquitas. La mayoría de los clérigos fueron asesinados, mientras que los intelectuales asociados con la Escuela Literaria de Tarnovo huyeron a las vecinas Serbia, Valaquia, Moldavia o Rusia.

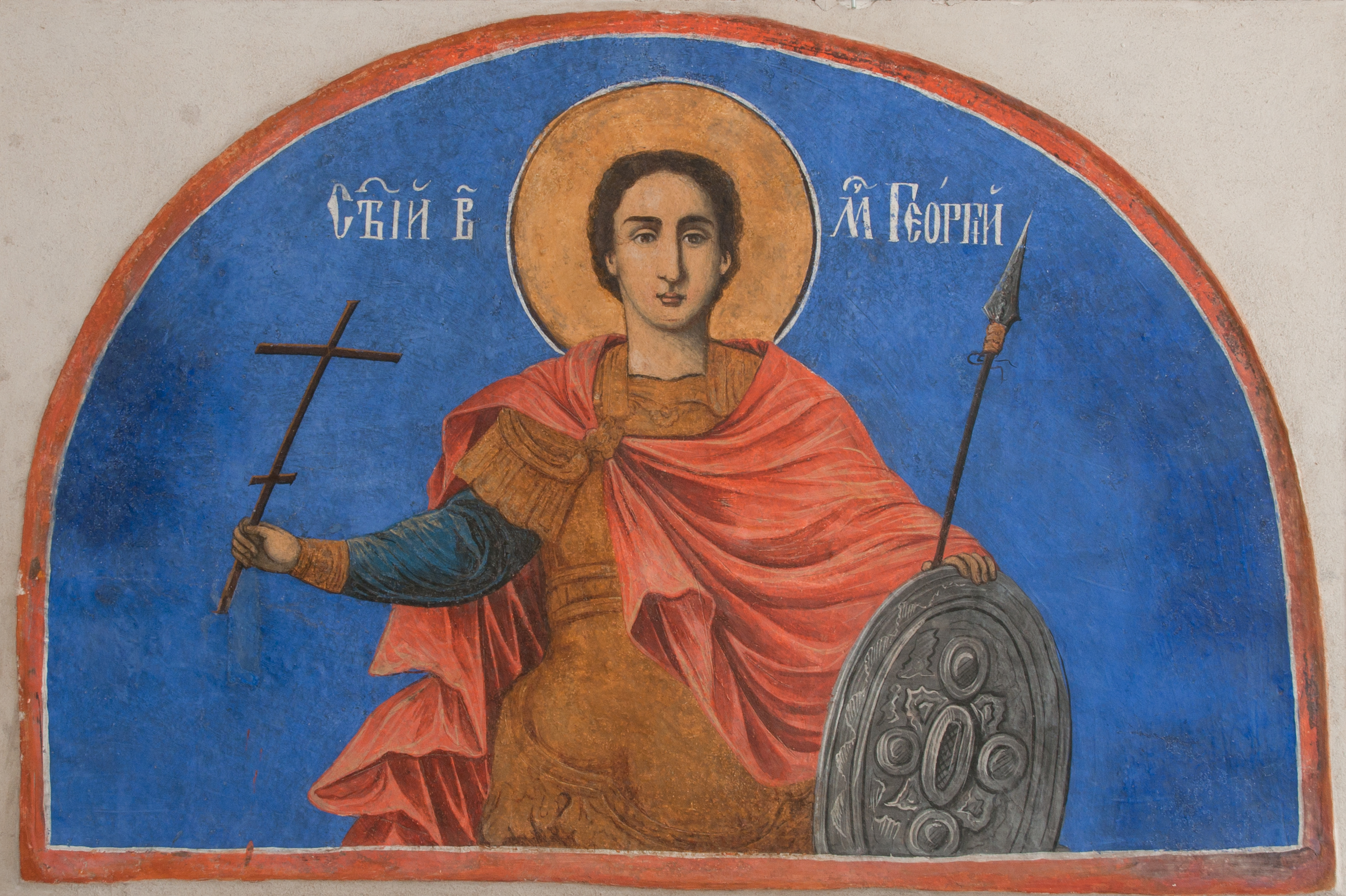
San Jorge, mártir de Sofía, en un fresco del museo de la iglesia de Kyustendil.

Hubo mártires de la Iglesia en muchos distritos y casi todas las grandes ciudades de las provincias de Bulgaria del Imperio otomano fueron sometidas a conversión forzada al islam ya en los primeros años después de la conquista. San Jorge de Kratovo (d. 1515), San Nicolás de Sofía (d. 1515), el obispo de Vissarion de Smolen (d. 1670), Damaskin de Gabrovo (d. 1771), San Zlata de Muglen (d. 1795 ), San Juan el Búlgaro (muerto en 1814), San Ignacio de Stara Zagora (d. 1814), San Onouphry de Gabrovo (muerto en 1818) y muchos otros perecieron defendiendo su fe.
Después de que muchos de los líderes de la Iglesia ortodoxa de Bulgaria fuesen ejecutados, el país se subordinó por completo al Patriarca de Constantinopla. El sistema de mijo en el Imperio otomano concedió una serie de importantes funciones civiles y judiciales para el Patriarca de Constantinopla y los metropolitanos diocesanos. A medida que los clérigos superiores eclesiásticos búlgaros fueron reemplazados por los griegos en el comienzo de la dominación otomana, la población búlgara fue sometido a una doble opresión: política, por una parte, por los otomanos; y cultural, por el clero griego. Con el surgimiento del nacionalismo griego en la segunda mitad del siglo XVIII, el clero impuso la lengua griega y de una conciencia griega en la emergente burguesía búlgara. El Patriarcado de Constantinopla se convirtió en su instrumento para asimilar otros pueblos. A finales del siglo XVIII y principios del siglo XIX, el clero abrió numerosas escuelas con todo tipo de planes de estudios en griego y casi prohibida la liturgia búlgara. Estas acciones amenazaron la supervivencia de los búlgaros como una nación independiente y la gente con su propia cultura nacional distinta.
Los monasterios fueron fundamentales para la preservación de la lengua búlgara y la conciencia nacional búlgara a través de los siglos de dominación otomana. Especialmente importantes fueron los monasterios de Zografou e Hilandar en el Monte Athos, así como los de Rila, Troyan, Etropole, Dryanovo, Cherepish y Dragalevtsi en Bulgaria. Los monjes lograron preservar su carácter nacional en los monasterios, continuando las tradiciones de la liturgia eslava y la literatura búlgara. Ellos continuaron operando escuelas de los monasterios y llevaron a cabo otras actividades educativas, que lograron mantener el espíritu de la cultura búlgara.

### El Exarcado búlgaro

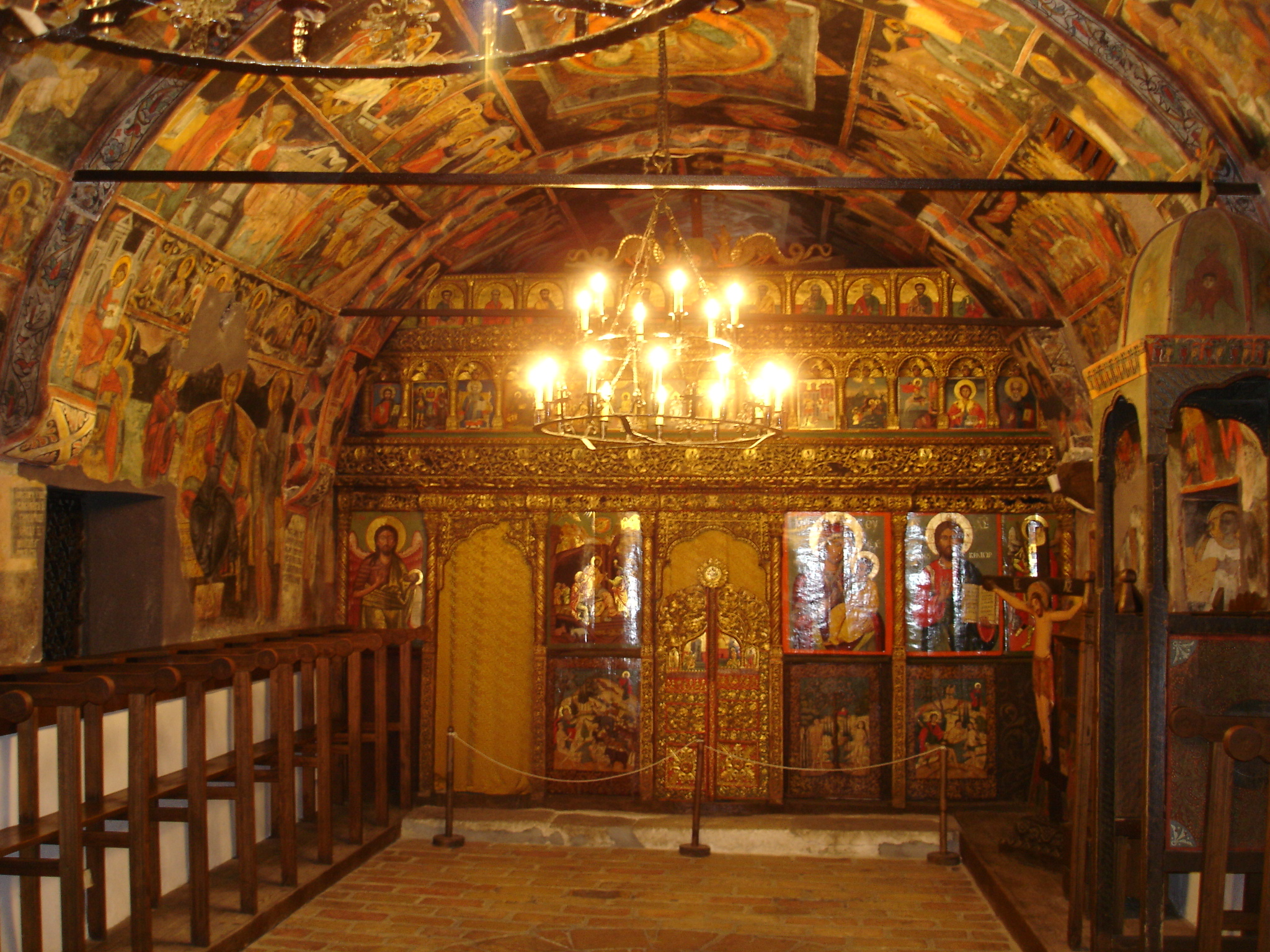
Iglesia del en Arbanasi.

En 1762, San Paisio de Hilendar (1722-1773), un monje de la ciudad búlgara de Bansko, escribió una histórica obra corta. Fue la primera obra escrita en lengua vernácula búlgara moderna y fue también la primera convocatoria de un despertar nacional. En su Historia de los eslavo-búlgaros, Paisio instó a sus compatriotas a deshacerse del sometimiento a la lengua y cultura griegas. El ejemplo de Paisio fue seguido por una serie de otros activistas, incluyendo a San Sofronio de Vratsa (Sofroniy Vrachanski, 1739-1813) y los hieromonjes Spiridon de Gabrovo, Yoakim Karchovski (muerto en 1820) y Kiril Peychinovich (muerto en 1845).
El descontento con la supremacía del clero griego empezó a estallar en varias diócesis búlgaras ya en la década de 1820. No fue sino hasta 1850 que los búlgaros iniciaron una lucha decidida contra los clérigos griegos en varios obispados, exigiendo su sustitución por otros búlgaros. Para ese entonces, la mayoría del clero búlgaro se había dado cuenta de que la lucha por los derechos de los búlgaros en el Imperio otomano no podría tener éxito a menos que pudiesen obtener un cierto grado de autonomía con respecto al Patriarcado de Constantinopla. Como los otomanos identificaban su nacionalidad con la religión, y los búlgaros eran ortodoxos orientales, los otomanos los consideraban parte de la Roum-Milet, es decir, de los griegos. Para ganar las escuelas búlgaras y la liturgia, los búlgaros necesitaron lograr una organización eclesiástica independiente.
La lucha entre los búlgaros, dirigidos por Neofit Bozveli e Ilarion Makariopolski, y los griegos se intensificaron a lo largo de la década de 1860. A finales de la década, obispados búlgaros habían expulsado a la mayoría de los clérigos griegos, por lo que todo el norte de Bulgaria, así como el norte de Tracia y Macedonia se había separado efectivamente del Patriarcado. El gobierno otomano restauró el Patriarcado búlgaro bajo el nombre de "Exarcado búlgaro" por un decreto del sultán promulgado el 28 de febrero de 1870. El Exarcado original, extendido sobre el norte de la actual Bulgaria (Mesia), Tracia sin el Vilayato de Adrianópolis, así como el noreste de Macedonia. Después de que la población cristiana de los obispados de Skopie y Ohrid en 1874 votasen abrumadoramente a favor de unirse al Exarcado (Skopie en un 91%, Ohrid en un 97%), el Exarcado búlgaro pasó a controlar la totalidad de Vardar y Macedonia del Pirin. El Exarcado búlgaro estuvo representado parcialmente en el sur de Macedonia y el Vilayato de Adrianópolis por vicarios. Por lo tanto, las fronteras del Exarcado incluyeron todos los distritos búlgaros del Imperio otomano.
El Patriarcado de Constantinopla se opuso al cambio, rápidamente se declaró el Exarcado búlgaro cismático y sus seguidores herejes. A pesar de que la situación y los principios rectores del Exarcado reflejaban los cánones, el Patriarcado argumentó que "la rendición de la ortodoxia al nacionalismo étnico" era esencialmente una manifestación de herejía.
El primer exarca búlgaro fue Antim I, que fue elegido por el Santo Sínodo del Exarcado en febrero de 1872. Fue dado de alta por el gobierno otomano inmediatamente después del estallido de la guerra ruso-turca el 24 de abril de 1877, y fue enviado al exilio en Ankara. Su sucesor, José I, logró desarrollar y ampliar considerablemente su iglesia y la red escolar en el Principado de Bulgaria, Rumelia Oriental, Macedonia y el Vilayato de Adrianópolis. En 1895, la Constitución de Tarnovo estableció formalmente la Iglesia ortodoxa de Bulgaria como la religión nacional de la nación. En la víspera de la guerra de los Balcanes, en Macedonia y el Vilayato de Adrianópolis, el Exarcado búlgaro tenía siete diócesis con obispos y ocho más con presidentes que actuaban en forma gratuita y 38 vicariatos; 1218 parroquias y 1212 sacerdotes parroquiales; 64 monasterios y 202 ermitas, así como 1373 escuelas con 2266 alumnos y 78 854 profesores.
Después de la Primera Guerra Mundial, en virtud de los tratados de paz, el Exarcado búlgaro fue privado de sus diócesis en Macedonia y Tracia del Egeo. El Exarca José I trasladó sus oficinas desde Estambul a Sofía a partir de 1913. Después de la muerte de José I en 1915, la Iglesia ortodoxa de Bulgaria no estuvo en condiciones de elegir a su líder durante un total de tres décadas.

### Segunda restauración del Patriarcado de Bulgaria
Las condiciones para la restauración del Patriarcado de Bulgaria y la elección de un jefe de la Iglesia búlgara fueron creados después de la Segunda Guerra Mundial. En 1945 fue levantado el cisma y el Patriarca de Constantinopla reconoció la autocefalía de la Iglesia búlgara. En 1950, el Santo Sínodo aprobó un nuevo Estatuto que allanó el camino para la restauración del Patriarcado y, en 1953, eligió al Metropolita de Plovdiv, Cirilo, patriarca búlgaro. Después de la muerte del patriarca Cirilo en 1971, la Iglesia eligió en su lugar al Metropolita de Lovech, Máximo, quien falleció en 2012. Para un líder interino el 10 de noviembre de 2012 fue elegido el Metropolita Cirilo de Varna y Veliki Preslav, que organizaría la elección del nuevo patriarca en término de cuatro meses

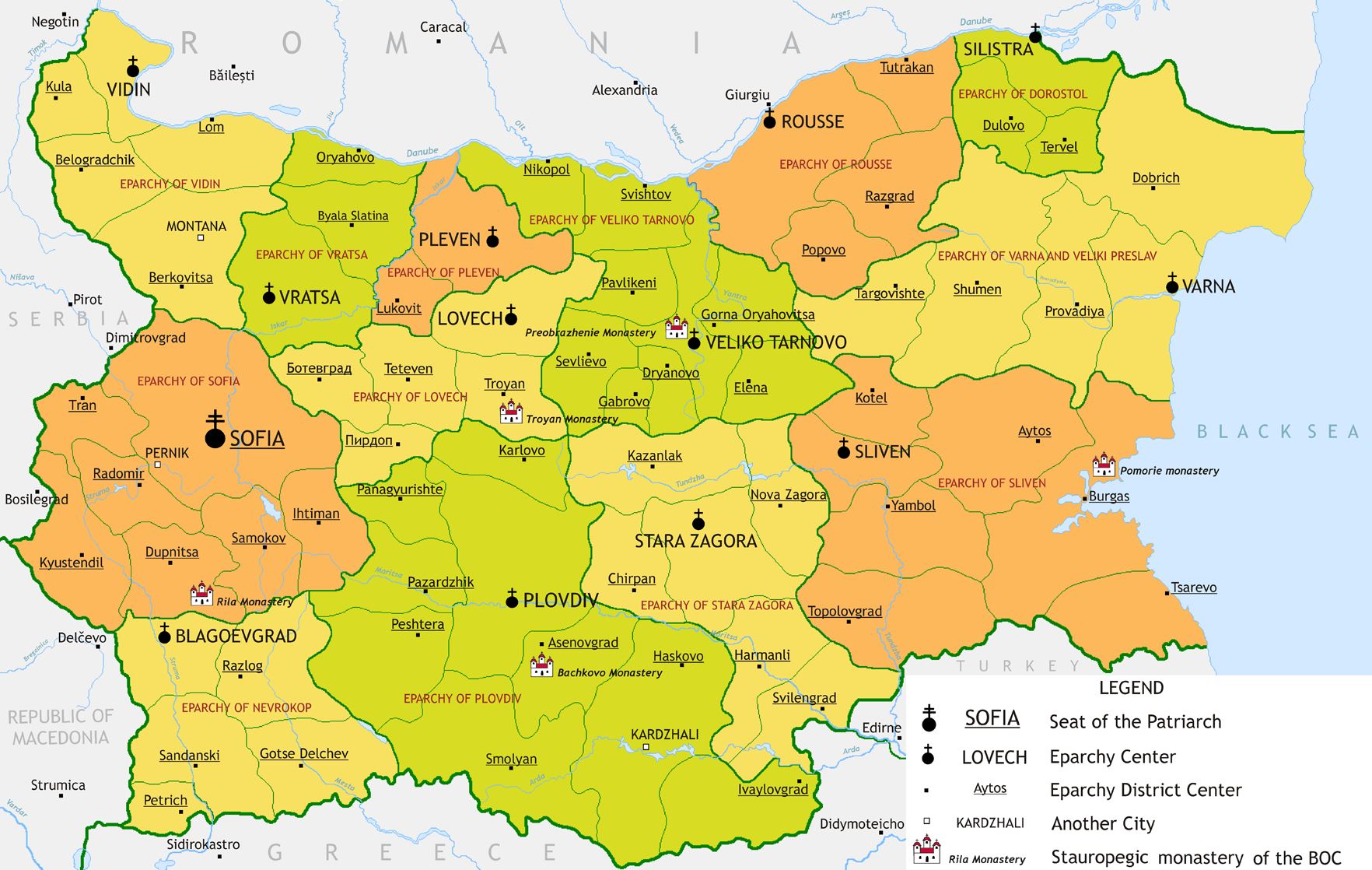
Eparquías de la Iglesia ortodoxa búlgara.

Bajo el comunismo (1944-1989), los gobernantes de Bulgaria trabajaron para controlar en lugar de destruir la Iglesia. Sin embargo, los años de la posguerra fueron inquietantes para los jerarcas eclesiásticos. Durante 1944-47 la Iglesia fue privada de jurisdicción en el matrimonio, el divorcio, la emisión de certificados de nacimiento y muerte, y otros pasajes que habían sido sacramentos, así como eventos estatales. Los comunistas eliminaron el estudio del catecismo y la historia de la Iglesia desde los programas escolares. Generaron propaganda antirreligiosa y persiguieron algunos sacerdotes. De 1947 a 1949 fue el apogeo de la campaña para intimidar a la Iglesia. El Obispo Boris fue asesinado; Egumenius Kalistrat, administrador del Monasterio de Rila, fue encarcelado, y varios otros clérigos fueron asesinados o acusados de delitos contra el Estado. Los comunistas pronto reemplazaron todo el clero que se negó a respaldar las políticas del régimen. Se desterró al exarca Stefan, que había sido coautor de un libro en 1948 que fue considerado anticomunista.
Desde ese momento hasta la disolución de la Unión Soviética y el fin del régimen comunista en 1989, la Iglesia ortodoxa de Bulgaria y el Partido Comunista Búlgaro convivieron en una relación simbiótica muy cercana. El partido apoyó la elevación del Exarcado al rango de Patriarcado en mayo de 1953. La conmemoración de 1970 sirvió para recordar que el exarcado (que conservó sus fronteras jurisdiccionales hasta después de la Primera Guerra Mundial) incluyó Macedonia y Tracia, además de la actual Bulgaria. Junto con otras Iglesias ortodoxas autocéfalas, la Iglesia ortodoxa de Bulgaria no reconoce la autocefalía de la Iglesia ortodoxa macedonia. La Iglesia ortodoxa Búlgara que rechazó el papel de la estrecha colaboración con el Partido Comunista búlgaro estuvo en manos de Stefan II, primado de toda Bulgaria.

## Lista de los Patriarcas de Bulgaria
Arzobispos de Preslav 	(870-927)
- Jorge de Silistria		(870- c. 886)
- José el Confesor 		(c.886-?)
- Leoncio 			(917-927)

Patriarcas de Bulgaria (927-1018, 1˚ periodo)
- Demetrio 		(927-?)
- Sergio
- Gregorio
- Damián 			(c. 969)
- Germán 			(c. 970-980)
- Felipe 			(980-1010)
- David 			(1010-1018)

Arzobispos de Ohrid (1018-1767) 
- Felipe II			(976)
- Germán o Gabriel
- Nicolás
- David 			(998-1018)
- Juan			(1018-1037)
- León I			(1043-1056)
- Teódulo 		(1054-1064)
- Juan Lampin 		(1064-1079)
- Juan IV Ainos 		(1075)
- Teofilacto 		(1078-1108)
- León II Mung 		(1108-1120)
- Miguel Мáximo 		(1130)
- Eustacio 		(1134)
- Juan Komnin
- Adriano
- Constantino
- Basilio 			(1160)
- Desconocido		(1183)
- Juan Kamatir 		(1183-1213)
- Dimitar Homatian 	(1216-1235)
- Constantino Kavasala 	(1250)
- Macario 		(1295)
- Gregorio 		(1317)
- Nicolás 			(1346)
- Gregorio
- Nicodemo 		(1452)
- Doroto 			(1466)
- Prócoro
- Gregorio 		(1566)
- Gabriel 			(1585-1587)
- Gregorio 		(1590-?)
- Atanasio 		(1596)
- Varlaam 		(1598)
- Avramiy 		(1631)
- Atanasio 		(1661)
- Zósimo I 		(1663)
- Teófanes 		(?-1676)
- Melecio 			(1676 -?)
- Gregorio 		(1685)
- Germán 			(1688-1691)
- Zósimo II 		(1691?-1693)
- Ignacio 			(1693)
- Daniel			(1694)
- Marcos Ksilokarev
- Dionisio 		(?-1714)
- Filoteo 			(1714-?)
- Josasaf II 		(1719-1745)
- Dionisio 		(1752-1756)
- Jeremías 		(1763)
- Ananías 			(1763-?)
- Arsenio			(1763-1767)

Patriarcas de Bulgaria (1235-1393, 2˚ periodo)
- Basilio I de Tirnovo 	(1186-1204)
- Joaquín I 		(1204-1237 o 1246)
- Basilio II
- Joaquín II
- Ignacio 			(1272-1273)
- Macario 		(1273-?)
- Joaquín III 		(?-c.1300)
- Besarión
- Doroteo
- Romano
- Teodosio I 		(?-c.1337)
- Joanicio I
- Simeón 			(c.1346)
- Teodosio II 		(c.1360)
- Joanicio II
- Eutimio 			(1375-1393)

Exarcado de Bulgaria (1872-1915, 1˚ periodo)
- Hilarión 		(1872)
- Antimo I 		(1872-1877)
- José I			(1877-1915)

Presidentes del Santo Sínodo (1915-1945, 1˚ periodo)
- Partenio 		(1915-1918)
- Basilio  			(1918-1921)
- Máximo  		(1921-1927)
- Clemente 		(1928-1930)
- Neófito 			(1930-1944)
- Esteban 			(1944-1945)

Exarcado de Bulgaria (1945-1948, 2˚ periodo)
- Esteban 			(1945-1948)

Presidentes del Santo Sínodo (1948-1953, 2˚ periodo)
- Miguel 			(1948)
- Paisos 			(1949-1951)
- Cirilo 			(1951-1953)

Patriarcas de Bulgaria (a partir de 1953, 3˚ periodo)
- Cirilo  			(1953-1971)
- Máximo  		        (1971-2012)
- Neófito       (2013-2024)

## Eparquías
Eparquías en Bulgaria: (nombres originales en búlgaro entre paréntesis)
- Eparquía de Vidin (Видинска епархия)
- Eparquía de Vratsa (Врачанска епархия)
- Eparquía de Lovech (Ловчанска епархия)
- Eparquía de Veliko Tarnovo (Търновска епархия)
- Eparquía de Dorostol (Доростолска епархия) (sede en Silistra)
- Eparquía de Varna y Veliki Preslav (Варненскa и Bеликопреславска епархия) (seat in Varna)
- Eparquía de Sliven (Сливенска епархия)
- Eparquía de Stara Zagora (Старозагорска епархия)
- Eparquía de Plovdiv (Пловдивска епархия)
- Eparquía de Sofía (Софийска епархия)
- Eparquía de Nevrokop (Неврокопска епархия) (sede en Blagoevgrad)
- Eparquía de Pleven (Плевенска епархия)
- Eparquía de Rousse (Русенска епархия)

Eparquías en el extranjero:
- Eparquía de Europa Central y Occidental (sede en Berlín);
- Eparquía de Estados Unidos, Canadá y Australia (sede en Nueva York)